# Phaestus anomalus
Phaestus anomalus är en stekelart som först beskrevs av Carl Gustav Alexander Brischke 1871.  Phaestus anomalus ingår i släktet Phaestus och familjen brokparasitsteklar. Arten är reproducerande i Sverige. Inga underarter finns listade i Catalogue of Life.